# 李小鵬 (政治家)
李小鵬（り しょうほう、リー・シャオペン 、1959年6月 - ）は、中国の実業家、政治家。2013年1月29日より山西省省長に就任。2016年9月3日、国務院傘下の交通運輸部部長に任命。太子党のひとりで、父は李鵬（元国務院総理、全人代常務委員長）。祖籍は四川省成都市。

## 経歴
1959年6月に北京協和医院において李鵬の長男として生まれる。1978年から華北電力学院（現在の華北電力大学）の電力工程科において発電所と電力システムを専攻し、1982年に卒業した。卒業後は電力科学研究院において電力系統研究所技師助手、技師、計画経営所副所長、電力技術経済研究所所長を歴任。1985年には中国共産党に入党している。
父の中国における電力関連業界への影響力を引き継いでおり、1991年から華能国際電力開発公司で要職に就き、1994年に設立された華能国際電力でも要職を兼務した。
1994年、父親の李鵬は国内の大反対を押し切って、三峡ダムの着工を強行。家族に電力会社関係者が多く、批判を集めた。「汚職の温床」と化した本工事は、総工費2000億元のうち34億元が賄賂や汚職に消えたと言われ、中でも李鵬はダム建設に使われる資材や設備の購入を通じて外国企業から巨額の賄賂を受けたとされる。更に、三峡ダムを管理・運営するzh:中国长江三峡集团傘下にあるzh:長江電力グループが香港証券取引所に上場した際には、李小鵬本人や姉のzh:李小琳の会社や、母のzh:朱琳 (政治人物)が経営する会社も同グループの株式を大量に購入し、巨額の利益を手にしたとされる。
その後、2002年の電力体制改革により誕生した中国華能集団公司社長に就任している。
2008年2月に父が脳梗塞で倒れたことが転機となり政界に転身することになった。6月2日の中国華能集団公司取締役会で辞職し、12日の山東省第11回人民代表大会常務委員会で山西省副省長に任じられた。2012年12月19日の人民代表大会常務委員会で王君省長の異動にともない省長代理に任じられ、2013年1月29日には予定通り省長に昇格している。
2016年9月には、交通運輸部長に異動して、初入閣を果たした。

## 年譜
- 1985年5月  - 中国共産党入党
- 2002年12月 - 中国華能集団公司社長、党組書記兼華能国際電力開発公司会長、華能国際電力会長、党組書記
- 2008年5月 - 2008年6月 - 山西省委常委
- 2008年6月 - 2010年6月 - 山西省委常委、副省長
- 2010年6月 - 2012年12月- 山西省委常委、副省長、省政府党組副書記、山西行政学院院長
- 2012年12月 - 2013年1月　-　山西省委副書記、省長代理、省政府党組書記、山西行政学院院長
- 2013年1月 - 2016年9月 - 山西省委副書記、省長、省政府党組書記
- 2016年9月 - 交通運輸部長

十九届中央委員、十八届中央候補委員、十七大、十八大代表、十一届全国人大代表、九届、十届省委委員。

## 家庭
- 父：李鵬。
- 母：朱琳(中国語)。
- 妹 :李小琳（中国語版） (1961年) - 実業家。現職は、澳门电力董事、中共全国協商委員会委員。
- 弟：李小勇（中国語版）（1963年）- 別名「朱峰」。国籍はシンガポール。